# Goudon
Goudon é uma comuna francesa na região administrativa de Occitânia, no departamento dos Altos Pirenéus. Estende-se por uma área de 7,53 km². Em 2010 a comuna tinha 237 habitantes (densidade: 31,5 hab./km²).